# Tejkovo
Tejkovo è una città della Russia europea centrale (oblast' di Ivanovo); è il capoluogo del rajon Tejkovskij, pur essendone amministrativamente separata.
Sorge nella parte centro-occidentale della oblast', sul fiume Vjaz'ma (affluente della Oka), 35 chilometri a sudovest di Ivanovo.